# Melanaphis elizabethae
Melanaphis elizabethae är en insektsart som först beskrevs av Ossiannilsson 1967.  Melanaphis elizabethae ingår i släktet Melanaphis och familjen långrörsbladlöss. Arten är reproducerande i Sverige. Inga underarter finns listade i Catalogue of Life.